# E. V. Rieu
Emile Victor Rieu, conosciuto semplicemente come E. V. Rieu (Londra, 10 febbraio 1887 – Londra, 11 maggio 1972) è stato un traduttore e editore britannico.

## Biografia
E. V. Rieu nacque a Londra nel 1887, figlio dell'arabista Charles Pierre Henri Rieu e Agnes Hisgen. Studiò alla St Paul's School di Londra e si laureò in lettere classiche presso il Balliol College dell'Università di Oxford nel 1908. 
Nel 1911, E.V. Rieu fu assunto dalla Oxford University Press come reporter per viaggi lungo la Ferrovia Transiberiana e accumulò numerose esperienze in Cina e Russia prima di recarsi a Bombay e stabilirvi il primo ufficio-filiale oltreoceano della casa editrice. Dopo avervi lavorato per alcuni anni, Rieu tornò a Londra nel 1923 per lavorare con la Methuen Publishing, di cui divenne menaging director dal 1933 al 1936, in aggiunta alle sue mansioni come consulente accademico. Insieme ad Allen Lane, nel 1944 fondò la collanna Penguin Classics, che curò fino al 1964. La prima pubblicazione fu, nel 1946, una traduzione in prosa dell'Odissea realizzata dallo stesso Rieu. In qualità di editore generale della colanna, supervisionò la pubblicazione di circa centosessanta volumi, traducendo in prima persona nuove edizioni delle Bucoliche (1949), dell'Iliade (1950), Le argonautiche (1959) e dei vangeli (1952). La traduzione di quest'ultimi lo portò ad abbandonare il proprio agnosticismo per unirsi alla Chiesa anglicana, che lo volle nel comitato che supervisionò una nuova traduzione della Bibbia in inglese tra il 1961 e il 1970. Nel 1966 ricevette la Benson Medal per meriti letterari.
Nel 1914 sposò Nelly Lewis, da cui ebbe due figlie e due figli. Morì nella natia Londra nel 1972, all'età di 85 anni.